# 1181

## Догађаји
- Бан Кулин улази у рат и осваја кучевско Загорје са рудником Железником и Рудиштима у подавалском крају. Угари нападају Београд и Браничево. Београд је у нападу толико страдао да је на немачке крсташе који су неколико година касније прошли кроз њега деловао као разрушен град.

- Краљ Филип II Август поништава све позајмице које су Јевреји дали хришћанима и узима проценат за себе. Годину дана касније, конфискује сву јеврејску имовину и протерује Јевреје из Париза. Филип II почиње рат против Филипа од Алзаса, грофа Фландрије, због Вермандоа. Он захтева територију за своју жену Изабелу од Еноа као мираз. Филип није спреман да је се одрекне.
- Хајнрих Лав, војвода од Саксоније, се покорава цару Фридриху I Барбароси на царском пријему у Ерфурту. Прогнан је у Енглеску и задржава само Брауншвик од својих земаља.
- Краљ Бела III од Угарске креће у рат са Венецијом у настојању да поврати Далмацију. Град Задар прихвата Белину власт.
- Након низа пораза, алмохадска флота под адмиралом Ахмадом ел-Сикилијем, сломи португалску морнарицу и поново успоставља своју контролу над Атлантским океаном.
- Краљ Хенри II смењује Хуга де Ласија, господара Мита, са његовог положаја прокуратора Ирске, вероватно због тога што се оженио ћерком високог краља Руаидрија Уа Конхобаира.
- Рене од Шатијона, господар Ултрејордена, напада Саладинову територију, стижући до Табука (данашња Саудијска Арабија) на рути између Дамаска и Меке. У новембру, Саладин шаље експедицију под командом свог нећака, Фаруха Шаха, који напада Ултрејорден. Рене од Шатијона је приморан да се повуче кући. Саладин се жали краљу Балдуину IV од Јерусалима због кршења споразума (видети 1180) и захтева надокнаду штете.
- 20. март – Таира но Кијомори, јапански војсковођа и диктатор, умире у Кјоту. Успоставио је прву административну владу у Јапану којом су доминирали самураји.
- Џајаварман VII побеђује Чаме и преузима контролу над Кмерским царством (данашња Камбоџа).
- 30. август – Папа Александар III умире након 22-годишњег понтификата у Риму. Наследио га је Луције III, рођен у Тоскани, као 171. папа Католичке цркве.
- Виљем VIII од Монпељеа ослобађа наставу медицине од било каквог монопола у Француској, што је био почетак Универзитета у Монпељеу.
- Кинески и јапански астрономи посматрају оно што се касније сматра суперновом SN 1181. Једна од само осам супернова у Млечном путу примећених у забележеној историји. Појављује се у сазвежђу Касиопеја и видљив је на ноћном небу око 185 дана.

## Смрти
- Папа Александар III

- Малик Шах Исмаил

- Таира но Кијомори

- Хенри I, гроф Шампање